# Bahnhof Bruneck

Der Bahnhof Bruneck (italienisch Stazione di Brunico) befindet sich an der Pustertalbahn im Osten Südtirols.

## Lage
Der Bahnhof befindet sich auf 828 m Höhe in Bruneck, dem Hauptort des Pustertals. Die etwas östlich gelegene Innenstadt ist vom nahe der Rienz gelegenen Bahnhof schnell erreichbar.

## Geschichte
Der Bahnhof wurde 1871 zusammen mit der von der Südbahngesellschaft vorangetriebenen Pustertalbahn in Betrieb genommen. Von 1908 bis 1957 diente er auch als Endbahnhof der Tauferer Bahn. Aus den 1920er Jahren stammen bauliche Ergänzungen durch die Ferrovie dello Stato, zu denen zwei Wohnhausblöcke von Angiolo Mazzoni am Bahnhofsplatz zählen.
2001 wurde von den Südtiroler Transportstrukturen ein Wettbewerb ausgeschrieben, der einen Umbau des Bahnhofs zu einem Mobilitätszentrum zum Inhalt hatte. Ein erster Teil des Projekts, nämlich Sanierungsarbeiten an der historischen Bausubstanz, wurde 2009 verwirklicht. Umfangreiche Bauarbeiten zur Errichtung eines modernen Busbahnhofs, zusätzlicher Autoparkplätze, zahlreicher Fahrradstellplätze, neuer Zufahrtswege und einer verlängerten Fußgängerunterführung zu den Bahnsteigen wurden 2020 aufgenommen und 2022 abgeschlossen.

## Baulichkeiten

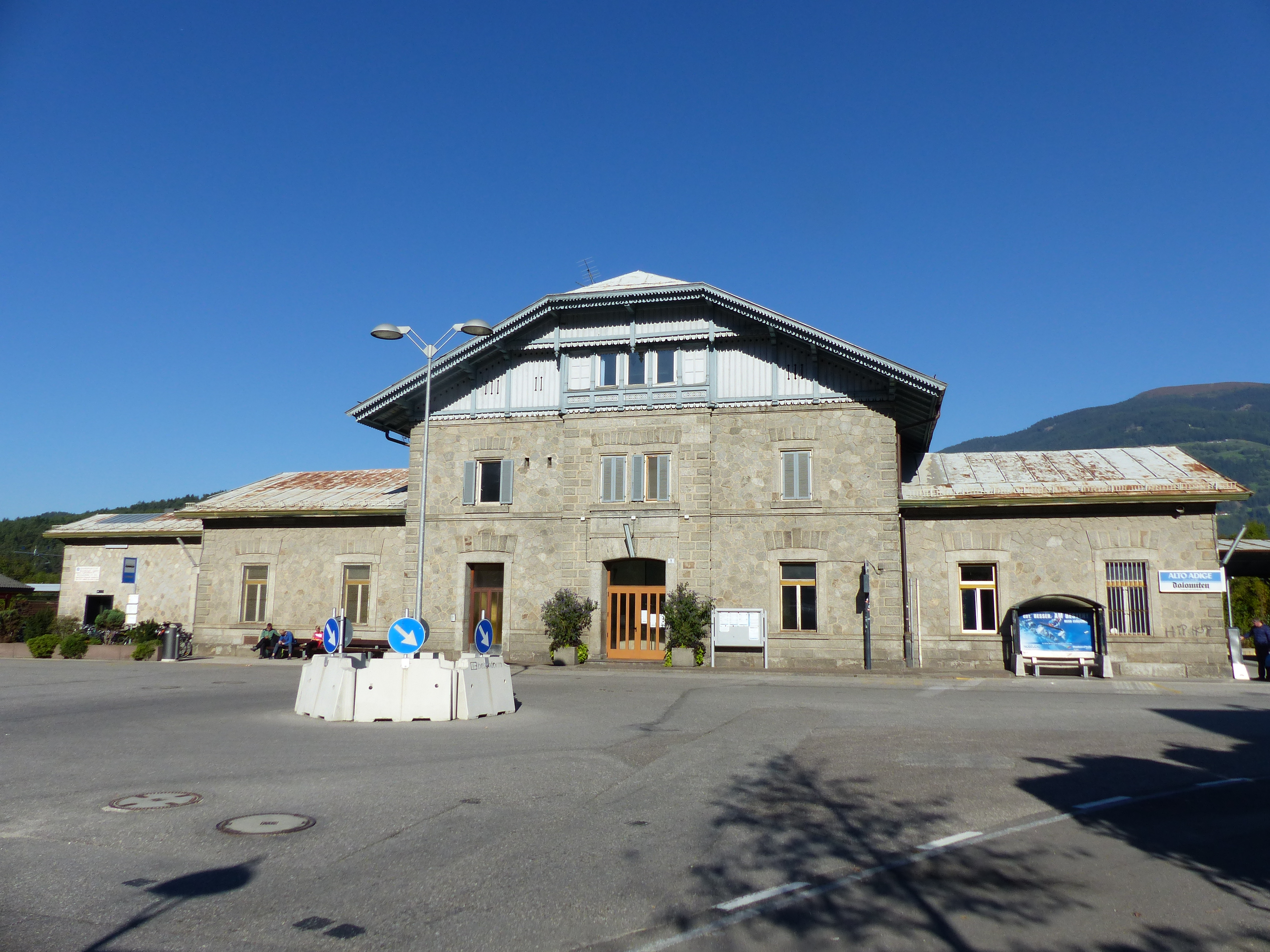
Straßenseite des Aufnahmsgebäudes

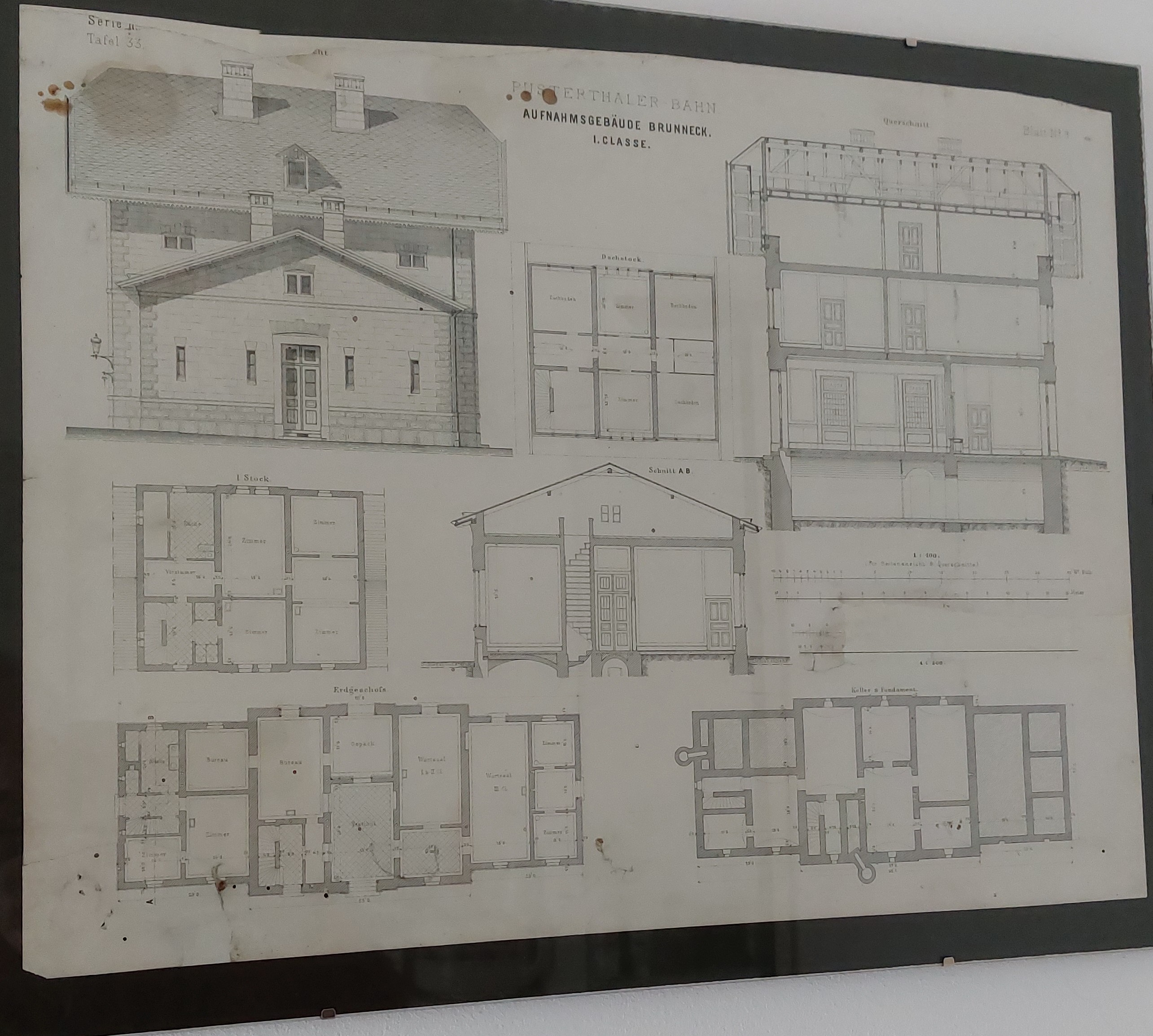
Originalplan des Aufnahmsgebäude Bahnhof Bruneck

Das von Wilhelm von Flattich entworfene Aufnahmsgebäude ist ein aus Granitsteinen gemauerter Bau mit hölzernen Giebeln. Aufgrund des großen Erfolgs der Pustertalbahn wurde es bald schon durch einen west- und einen ostseitigen Flügel ergänzt. Gleisseitig erhielt der gesamte Komplex eine angebaute Überdachung in einer Stahl-Holz-Konstruktion. Daneben befinden sich auf dem Bahnhofsgelände eine Reihe weiterer Funktionsbauten aus verschiedenen Epochen.

## Funktion
Der Bahnhof Bruneck wird von Regionalzügen der Trenitalia und der SAD bedient.